# Tolumnia bahamensis
Tolumnia bahamensis là một loài thực vật có hoa trong họ Lan. Loài này được (Nash) Braem miêu tả khoa học đầu tiên năm 1986.